# Darius Gaiden
Darius Gaiden (ダライアス外伝 Daraiasu Gaiden?) (planeado para ser lanzado como Darius III) es un videojuego de género matamarcianos de la compañía Taito publicado, originalmente como arcade, en 1994. Es el quinto título y tercer arcade de la serie Darius.

## Argumento
Poco tiempo después de los eventos de Darius, Proco y Tiat empieza a buscar refugio fuera del planeta Darius escapando de la destrucción tras los ataques de Belsar. Los dos encontraron un nuevo planeta, Vadis. De repente, Belsar intenta destruir el puerto estelar de Darius, cuando los darianos intentaban escapar. El resto de los darianos fueron eliminados, y Belsar fija curso a Vadis. Proco y Tiat ordena a los soldados a usar sus Silver Hawks, pero fueron destruidos con facilidad. Proco y Tiat deben enfrentarse de nuevo a Belsar debido a la muerte de los soldados darianos.

## Serie
1. Darius, Arcade (1986)
2. Darius II, Arcade (1989)
3. Darius Twin, SNES (1991)
4. Darius Force/Super Nova, SNES (1993)
5. Darius Gaiden, Arcade (1994)
6. G-Darius, Arcade (1997)
7. Dariusburst, PSP (2009), Arcade (2010)